# 21st Street
21st Street (IPA: [ˈtwɛntifɜrst strit]), conosciuta anche con il nome di 21st Street-Van Alst, è una fermata della metropolitana di New York situata sulla linea IND Crosstown. Nel 2015 è stata utilizzata da 533 529 passeggeri.

## Storia
La stazione venne aperta il 19 agosto 1933, come parte della prima sezione della linea IND Crosstown compresa tra le stazioni di Court Square e Nassau Avenue e con il nome originale di Van Alst Avenue-21st Street. Il secondo nome Van Alst fa proprio riferimento a Van Alst Avenue, il nome originale dell'attuale 21st Street.

## Strutture e impianti
21st Street è una fermata sotterranea con due binari e una banchina ad isola. Il mezzanino si sviluppa per tutta la lunghezza della stazione, tuttavia soltanto l'estremità nord, che possiede in totale due scale per la banchina, è utilizzata per i passeggeri; l'estremità sud, che possiede invece tre scale per la banchina, è utilizzata come magazzino e ufficio per il personale. Nella banchina è presente anche un gabbiotto della New York City Transit Police.
Situata al di sotto di Jackson Avenue, possiede tre uscite presso l'incrocio tra Jackson Avenue e 21st Street. La stazione soffre di importanti problemi di inflitrazioni, come molte altre stazioni della linea IND Crosstown, in particolare sul lato sud, tuttavia, attualmente, non esistono piani concreti per effettuare le dovute riparazioni.

## Movimento
La stazione è servita dai treni della linea G Crosstown Local della metropolitana di New York, sempre attiva.

## Interscambi
La stazione è servita da diverse autolinee gestite da MTA Bus e NYCT Bus.
- Fermata autobus